# Костёл Пресвятого Сердца Господня на Виноградах
Костёл Пресвятого Сердца Господня (чеш. Kostel Nejsvětějšího srdce Páně) — католический храм в Праге в районе Винограды на площади Йиржи из Подебрад. Архитектор Йоже Плечник. Храм освящён 8 мая 1932 года в честь Святейшего Сердца Иисуса, что символизировало благодарность Господу за получение независимости и сохранность власти.
В 2010 году церковь была внесена в список национальных памятников культуры Чешской Республики. В 2014 году по инициативе правительства Словении, муниципального района Прага 3 и министерства культуры Чехии церковь была номинирована на статус памятника UNESCO. Хилари Френч в своей книге «История архитектуры» внесла Церковь Пресвятого Сердца Господня в список восьми грандиозных сооружений в истории человечества.

## История
В начале XX века существующего костёла святой Людмилы стало не хватать для района Винограды, и городские власти выделили участок земли под строительство нового храма. Архитектурный конкурс был объявлен в 1919 году, хотя «Общество за постройку второго храма Пресвятого Сердца Господня в Королевских Виноградах» (чеш. Spolek pro vybudování druhého chrámu Páně na Královských Vinohradech) было образовано ещё в марте 1914 года. Архитектор Плечник не принимал участия в конкурсе, только его ученики; позже они попросили профессора самого разработать проект.
В 1927 году Плечник представил эскиз. Изначально архитектор планировал более широкую застройку территории жилыми зданиями, школой и триумфальной аркой. В конечном счете, отказавшись от масштабных планов, он снизил бюджет в три раза. Плечник разработал три варианта проекта, при том что он не был претендентом на победу в конкурсе. Плечник подготовил также планы перестройки площади Йиржи из Подебрад, но они были реализованы лишь частично и не пережили постройки метро и подземных бомбоубежищ.
28 октября 1928 года в честь десятилетия появления чехословацкого государства был положен первый камень. Работы продолжались по 1932 год и финансировались фондом Карла Бепты (чеш. Beptovská nadace).
8 мая 1932 года кардинал Карел Кашпар торжественно освятил церковь, в том числе шесть колоколов. Во время Второй мировой войны пять из них (кроме самого маленького) были сняты. Два колокола вернулись в храм только в 1992 году.
Плечник учился в Вене у Отто Вагнера, и в его творении воплотились многие эстетические принципы архитектуры модерна. Долгое время в XX веке творчество Плечника не вызывало интереса, и о храме не было информации. С одной стороны может показаться, что здание продолжает традиции классицизма середины XIX века, но гигантские сюрреалистические часы и нестандартная башня в корне искажают композицию. Для Плечника не было единого главенствующего стиля, он был сам себе хозяином и применил формы архитектуры последних двух столетий.

## Архитектура

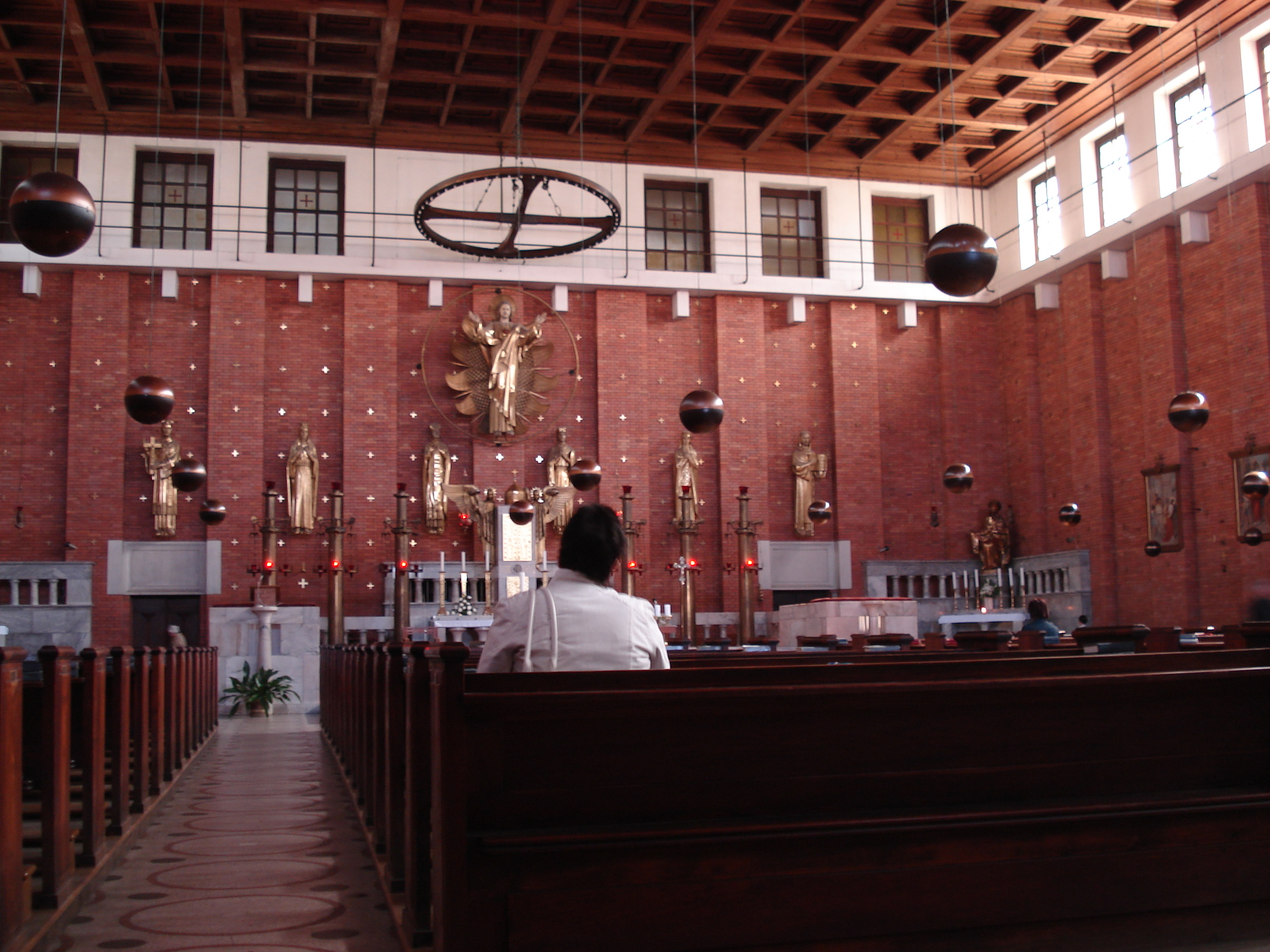
Интерьер храма

Храм является крайне нетипичным для строений такого рода. Зданию присуща простота форм и композиции. Церковь представляет собой центральный неф прямоугольной базиликальной церкви с клеристорием. У входа с западной стороны двери и окна увенчаны статуями Доброго пастыря, Богородицы с младенцем и Богородицы Оранты. Восточная сторона здания примечательна массивной башней во всю ширину, возвышающейся над уровнем крыш района. В башне находятся гигантские часы диаметром 7,6 метра, которые являются самими большими в Праге и одни из крупнейших в Центральной Европе. Прозрачные циферблаты также выполняют функцию окон освещающих длинный зигзагообразный пандус ведущий к звоннице. Окна располагаются в верхней части стен. Стены наклонены внутрь. Фасад украшен кирпичными выступами.
Здание церкви содержит множество элементов королевской символики, так как оно становилось доминантой района «Королевские Винограды». Например, выступающие камни на фасаде являются знаком королевской мантии из горностая, луковка на вершине башни значит державу. Плечник одновременно работал и на Пражском Граде. Он использовал некоторые обломки от Собора святого Вита в устройстве крипты.

## Интерьер
Интерьер храма функционален, но при этом изыскан и торжественен. Плоскость стен подчеркнута пилястрами. Вдоль стен располагаются деревянные статуи чешских святых, а посередине алтарной стены возвышается монументальная статуя Христа, творение Д.Песана.